# Мхітар Гош
Мхітар Гош (вірм. Մխիթար Գոշ; дата нар. невід., близько 1120/ 1130, Гянджа — 1213, монастир Нор Гетік) — видатний вірменський мислитель, літературний і громадський діяч, богослов і священник. Авторитетна «Американська енциклопедія» зараховує Гоша до одних з нйвизначніших представників вірменського Відродження, британський учений Д. Ленг ставить його твори в один ряд з байками Езопа і Лафонтена .

## Біографія

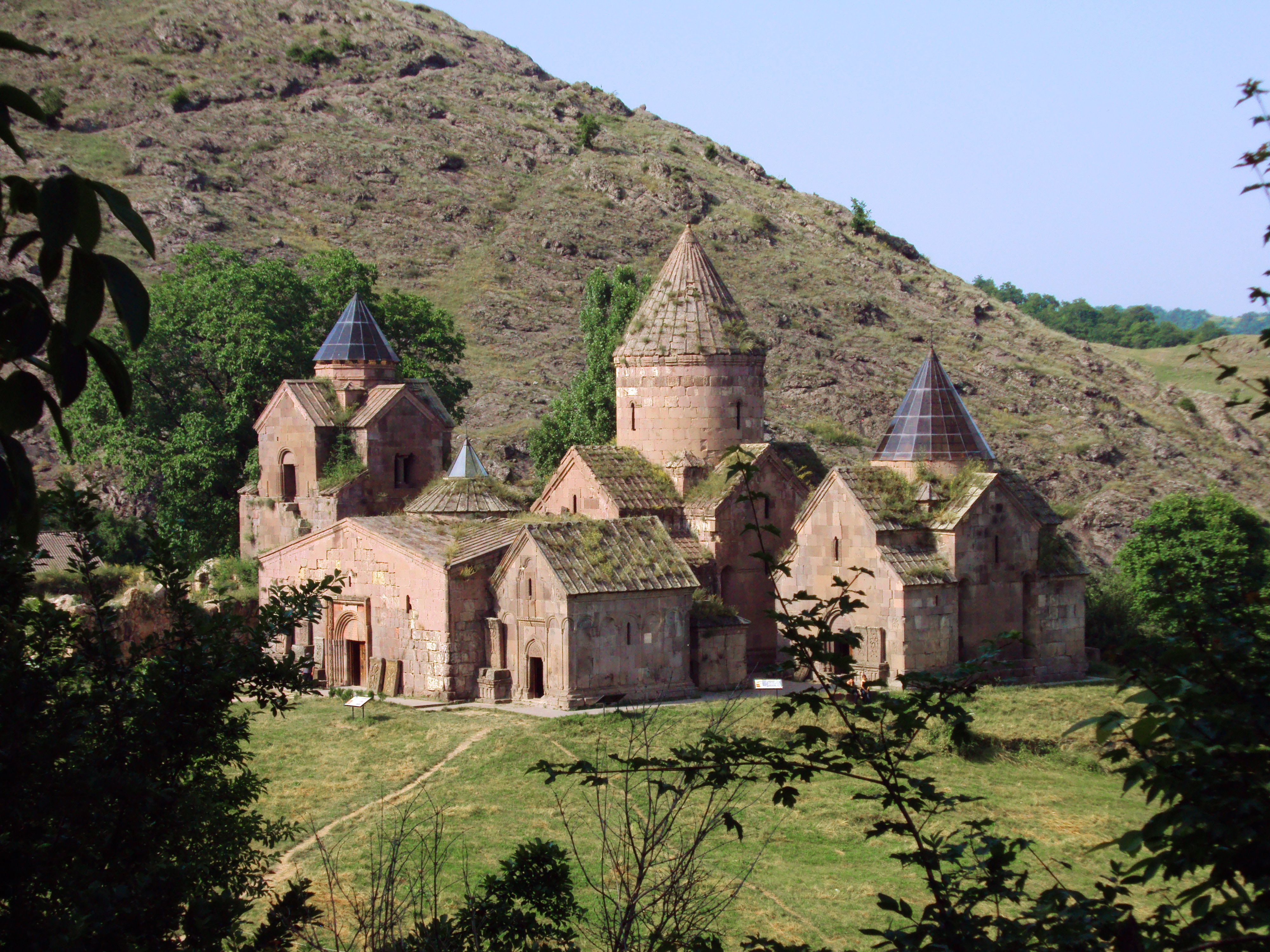
Заснований Мхітаром Гошем монастир Нор-Гетик (Гошаванк)

Біографічні відомості про Мхітара Гоша (прізвисько Гош в перекладі з вірменської означає «рідкобородий») збереглися головним чином у Кіракоса Гандзакеці. Мхітар Гош будучи вірменином, народився в Гянджі (Гандзакі), де під тюркським пануванням проживала значна вірменська громада. Точна дата народження невідома, однак, з огляду на те, що помер він «в глибокій старості» в 1213 році, дослідники вважають, що народився він між 1120 та 1130 роками. Початкову освіту здобув у рідному місті, ще дитиною в сім'ї познайомився зі Святим письмом. Навчання продовжив у вардапета Ованеса Тавушеці, сам отримав ступінь вардапета. Для вдосконалення освіти відправився в Кілікійське вірменське царство, де навчався при монастирі Сівши Лер. Тут він повторно отримав ступінь вардапета. Після цього деякий час провів в Ерзрумі, де подружився з вигнаним (грузинським царем) князем Курдом Арцруні; потім повернувся в Гянджа, де вів викладацьку та літературну діяльність. Незабаром, проте, йому довелося виїхати в зв'язку з гоніннями з боку місцевих тюрків, інспіровані його суперниками серед місцевого духовенства. Мхітар оселився в сусідньому вірменському князівстві Хачен, де його прийняв під свій захист правитель Атерк Вахтанг Тагаворазн. Тут він залишається кілька років. Приблизно в 1184 році, дізнавшись, що його друг Курд Арцруні повернув свої володіння в Північно-Східній Вірменії, Гош відправився до нього й оселився в монастирі Гетиці, в ущелині Тандзут області Кайен. Як пише його учень Кіракос Гандзакеці, «І оселився в монастирі, званому Гетиці, в Кайенській гаварі, на великій річці, званій Ахстев, на правому її березі». В кінці XII століття, однак, в результаті сильного землетрусу церква руйнується. У 1188 році, за сприяння князя Івана Закаряна, Гош зводить нову церкву, яка так і називається Нор Гетиц -Новий Гетиц і починає викладати в ній. Монастир розташовувався на крайньому північному сході історичного Айрарата. Тут він провів основну частину життя.
Гош користувався великим авторитетом серед вірменської політичної еліти свого часу, був важливою фігурою в духовному і суспільному житті вірмен. Був учасником церковних соборів Лорі 1205 року і Ані 1207 року. Був радником і духовним наставником Закарі Закаряна. Також був громадським діячем, мріяв про відновлення вірменської державності.

## Праці
Його перу належать понад 10 праць різних напрямків, серед яких «Судебник», «Короткі Пояснення Єремії», історична хроніка і т. д. У своїх творах Мхітар Гош чітко розрізняє етнічну і конфесійну приналежність, він намагається довести, що міафізитство крім вірмен сповідують й інші народи, які «перебувають твердо в одній з нами вірі, які не прийняли Халкедонський собор». Примітне також його послання до Івана і Закарі Закарянів. В ньому Мхітар прагне налагодити етно-конфесійні протиріччя між двома народами вірменами і грузинами, які перебували в той час в тісному політичному союзі.

### Судебник
У другій половині XII століття мусульманські еміри Гянджі дозволяли вірменській християнській громаді користуватися власною судовою системою, однак через відсутність такої спірні питання все ж вирішувалися в мусульманських судах. Така практика іноді приводила до зловживань, і Гош взявся за складання судебника для свого народу, щоб запобігти звернення вірмен в мусульманські суди. Ця правова праця, написана в 1184 році і відома нині як «Судебник Мхітара Гоша» або «Вірменський судебник», стала найважливішою із праць ученого і першим пам'ятником світського права у вірмен . У «Судебнику» відображені правові норми середньовічної Вірменії, він став основою правової традиції вірмен як в самій Вірменії, так і в діаспорі. Складається з «Вступу» і основного тексту з 251 статті. Згідно Гошу, церква і держава — це два основних стовпи, що тримають суспільство, як будову. У книзі винність розділене на 2 категорії — церковна і світська, відповідно до чого Гош визначає також 2 основних форм покарання — релігійно-церковне і тілесно-матеріальне (смертна кара, ув'язнення, майново-фінансові штрафи). Покарання, згідно з ним, не повинне мати чисто фізичної мети, або мети помсти, а повинне бути спрямоване на виправлення, перевиховання людини. Згідно Гошу кожна людина має «природне право», яке він трактує як вираз божественного розуму в людині. Прогресивність мислення Гоша проявляється також в його послідовних рекомендаціях замінювати смертну кару на збереження винному життя покарання
При створенні судебника Гош використовував загальновірменські церковні канони та інші чисто вірменські джерела. Вперше статус обов'язкового закону отримав у Кілікійській Вірменії. Протягом багатьох століть «Судебник» використовувався не тільки у самій Вірменії і Кілікійському вірменському царстві але і в вірменських колоніях — у Польщі (див. Статут львівських вірмен), Росії (Крим, Астрахань), Грузії, Індії. У XVIII столітті в Грузії статті «Судебника» Мхітара Гоша були внесені в «Вахтангів збірник законів» складаючи його саму обширну частину під назвою «Закони вірменські». Збереглися безліч списів «Судебника» Гоша, 40 з яких зберігаються в Матенадарані в тому числі й надзвичайно древні. В короткій пам'ятці Гош звертається до своїх читачів:
Але якщо ви, вірні звичаям нашого народу, будете докоряти мене в моїх помилках, а не виправляти їх, то, знаючи подібну звичку наших хайканців, знаючи цілком міру собі, не буду звинувачувати вас за це. Якщо ж ви зустрінете нашу працю з любов'ю і доповните відсутнє в ній по добрій волі, то отримаєте від Господа відплату за свої добрі справи і в муках своїх заробите в церкви скарби благ і залишите в ній добру пам'ять про себе.
Оригінальний текст (вірм.)
Ապա եթէ ընտանի ազգիս բարոյիւք սխալանացն լինիք պարսաւիչ եւ ոչ ուղղիչ, գիտելով գործ Հայկազնեայցս զայդոսիկ, միանգամայն զչափ անձին, անմեղադիր ձեզ յայդոսիկ լինիմք։ Ապա եթէ սիրով մերոցս պատահիք բանից եւ խնամիչ կամաւք զթերին լնուսջիք, ի Տեառնէ զհատուցումնն առջիք բարեաց եւ զգանձս բանից ձերովք երկամբք յեկեղեցիս ամբարեսջիք՝ յիշատակ բարեաց մնալ ձեզ ի նմա։

### Байки
Найважливіше значення в історії вірменської літератури має збірка байок Мхітара Гоша, яка складається із 190 байок. Його твори сповнені філософської мудрості та моральних повчань. Вперше вони були видані в 1790 році у Венеції.

### Хроніка

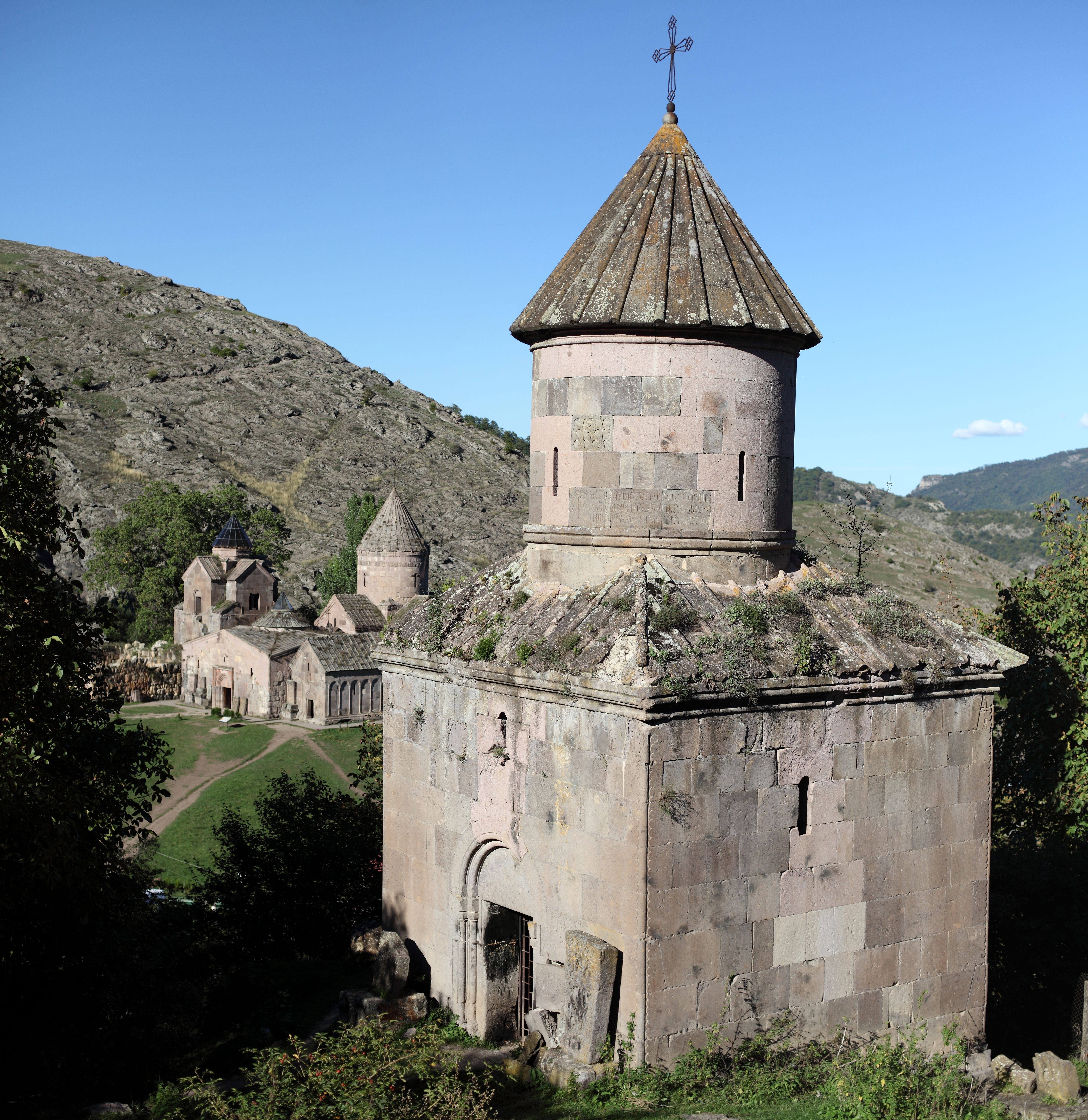
Каплиця на могилі Мхітара Гоша

Є автором історичної хроніки. Оригінал цієї пам'ятки вірменської історіографії не має заголовка. Г. Алішан на рубежі XIX—XX століть назвав її «Католікоси і події в країні Алуанк в XII столітті». Вперше в 1958 році англійський вірменист Ч. Доусет назвав її скорочено «Албанська хроніка» (англ. Albanian Chronicle Так звана «Албанія» або «Агванк» ще з раннього середньовіччя була всього лише географічним топонімом, який займав також вірменонаселені області Нагорного Карабаху, де на той час існувало невелике вірменське князівство Хачен. Ч. Доусет, в той же час, чітко охарактеризував працю, як пам'ятник вірменської історіографії. Подана адаптована назва праці набула поширення також в російськомовних джерелах після її спотвореного перекладу з англійської на російську мову З. Буніятовим в 1960 році.

## Твори
- Robert W. Thomson. The Lawcode (Datastanagirk') of Mxit'ar Goš. — Rodopi, 2000. (The Lawcode /Datastanagirk'/ of Mxit'ar Goš, translated with commentary and indices by Robert W. Thomson (Atlanta, GA, 2000) = Robert W. Thomson, trans., The Lawcode [“Datastanagirk'”] of Mxit'ar Goš.(Dutch Studies in Armenian Language and Literature, 6.) Amsterdam and Atlanta, Ga.: Rodopi, 2000. Pp. 359.)